# Rauda Chaari
Rauda Chaari –en árabe, روضة شعري– (nacida el 4 de febrero de 1973) es una deportista tunecina que compitió en judo. Ganó una medalla de oro en el Campeonato Africano de Judo de 1996 en la categoría de –56 kg.

## Palmarés internacional
| Campeonato Africano | Campeonato Africano   | Campeonato Africano | Campeonato Africano |
| Año                 | Lugar                 | Medalla             | Categoría           |
| ------------------- | --------------------- | ------------------- | ------------------- |
| 1996                | Sudáfrica (Sudáfrica) | Medalla de oro      | –56 kg              |